# Жуков Сергій Сергійович
Жуков Сергій Сергійович (нар. 25 вересня 1904 — 28 жовтня 1981) — бандурист, хоровий диригент, керівник Охтирського районного хору та капели бандуристів. В часи Другої світової війни — військовий розвідник, старшина.

## З біографії
Народився Сергій Сергійович Жуков в селі Довжик Лебединського повіту Харківської губернії (тепер Охтирського району Сумської області) в родині дяка, потім священика Сергія Жукова. Старший брат Георгій Жуков під час Громадянської війни служив у Білій гвардії, після емігрував спочатку до Болгарії, потім жив у Парижі.
У 1915 році Сергій Жуков поступив, а в 1919 році закінчив хорове відділення Сумського духовного училища за спеціальністю хормейстер. З 1921 до 1924 року вчився у школі ІІ ступеня у Ромнах, далі працював рахівником.
В 1931 році переїхав до Охтирки, де працював бухгалтером в різних установах і керував хором при районному Будинку культури. З 1932 року грав на бандурі, вчився у Миколи Ананійовича Гольця. Грав у гуртку бандуристів при Охтирському районному Будинку культури, яким керував М. А. Голець, далі сам керував цим ансамблем.
Учасник Великої Вітчизняної війни з 1941 року, був розвідником, брав участь в боях, у 1942 році мав контузію, старшиною дійшов до Берліна. Нагороджений орденом Червоної Зірки та медалями «За бойові заслуги» та «За оборону Сталінграда», «За визволення Варшави», «За перемогу над Німеччиною».
З 1945 року жив в Охтирці, працював бухгалтером та інструктором-методистом хорової справи. З 1949 року — викладач музики та співів в педагогічному училищі, середніх школах та музичній школі. Організував квартет бандуристів (Олександр Досенко, О. Чорнорук, Федір Дробітько та С. С. Жуков), виступав також у дуеті з Федором Дробітьком та як соліст-бандурист. У 1951 році Сергій Жуков керував жіночим ансамблем будинку офіцерів. В 1957 році організував ансамбль бандуристів при Будинку вчителя.
З 1965 року пенсіонер, жив у Охтирці. Там і похований.